# Natatolana insignis
Natatolana insignis là một loài chân đều trong họ Cirolanidae. Loài này được Hobbins & Jones miêu tả khoa học năm 1993.